# Skinnskattebergs församling
Skinnskattebergs församling var en församling i Västerås stift och i Skinnskattebergs kommun i Västmanlands län. 

## Administrativ historik
Församlingen har medeltida ursprung och utgjorde till 2006 ett eget pastorat. Församlingen uppgick 2006 i Skinnskatteberg med Hed och Gunnilbo församling.

## Organister
Lista över organister i Skinnskattebergs församling.
| Ämbetstid | Namn                 | Levnadstid | Övrigt         |
| --------- | -------------------- | ---------- | -------------- |
|           | Olof Bosson          |            |                |
| 1777-1789 | Olof Baggström       | 1714-1789  | Klockare.      |
| 1777-1779 | Anders Tibblin       | 1725-1779  |                |
| 1779-1823 | Anders Bergman       | 1753-1823  | Även klockare. |
| 1822      | Lars Aventarius      | 1799-      | Vice organist. |
| 1823-1825 | Anders Thorsell      | 1797-1825  |                |
| 1825      | Anders Boberg        | 1802-      | Vice organist. |
| 1826-1878 | Aron Simlund         | 1801-1878  |                |
| 1878-1908 | Carl Erik Norström   | 1836-1909  |                |
| 1908-1946 | Daniel Holmström     | 1884-      |                |
| 1947-1953 | Reinhold Johansson   | 1909-      |                |
| 1954-     | Karl Gustaf Forsgren | 1902-      |                |

## Kyrkor
- Skinnskattebergs kyrka